# Masaru Kurotsu
Masaru Kurotsu (japanisch 黒津 勝 Kurotsu Masaru; * 20. August 1982 in der Präfektur Ibaraki) ist ein japanischer Fußballspieler.

## Karriere
Kurotsu erlernte das Fußballspielen in der Schulmannschaft der Hanasaki Tokuharu High School. Seinen ersten Vertrag unterschrieb er 2001 bei den Kawasaki Frontale. Der Verein spielte in der zweithöchsten Liga des Landes, der J2 League. 2004 wurde er mit dem Verein Meister der J2 League und stieg in die J1 League auf. 2006, 2008 und 2009 wurde er mit dem Verein Vizemeister der J1 League. Für den Verein absolvierte er 174 Ligaspiele. 2013 wechselte er zum Zweitligisten Yokohama FC. Für den Verein absolvierte er 82 Ligaspiele. 2016 wechselte er zum Drittligisten Gainare Tottori. Für den Verein absolvierte er 22 Ligaspiele.

## Erfolge
Kawasaki Frontale
- J1 League

Vizemeister: 2006, 2008, 2009
- J.League Cup

Finalist: 2007, 2009